# Phanerotoma coccinellae
Phanerotoma coccinellae är en stekelart som beskrevs av Girault 1924. Phanerotoma coccinellae ingår i släktet Phanerotoma och familjen bracksteklar. Inga underarter finns listade i Catalogue of Life.